# David Burrows (football)
Pour les articles homonymes, voir David Burrows et Burrows.
David Burrows, né le 25 octobre 1968 à Dudley (Angleterre), est un footballeur anglais, qui évoluait au poste de défenseur à Liverpool. Après sa carrière professionnelle, il décida de quitter l'Angleterre pour venir s'installer en France avec sa famille. Il a entraîné quelques clubs amateurs en Dordogne, notamment le football club de Sarlat - Marcillac. Il remportera la coupe de Dordogne lors de l’année 2010-2011.

## Carrière
- 1985-1988 : West Bromwich Albion
- 1988-1993 : Liverpool
- 1993-1994 : West Ham United
- 1994-1995 : Everton
- 1995-2000 : Coventry City
- 2000-2001 : Birmingham City
- 2001-2003 : Sheffield Wednesday  [1]

## Palmarès

### Avec Liverpool
- Vainqueur du Championnat d'Angleterre de football en 1990
- Vainqueur de la Coupe d'Angleterre de football en 1992
- Vainqueur du Charity Shield en 1989 et 1990